# Gerrit Schotte
Gerrit Francisco Schotte (ur. 9 września 1974 na Curaçao) – polityk z Curaçao. premier od 10 października 2010 do 29 września 2012. Członek partii Ruch dla przyszłości Curaçao.